# Gulgrön bulbyl
Gulgrön bulbyl (Acritillas indica) är en asiatisk fågel i familjen bulbyler inom ordningen tättingar. Den förekommer enbart i Indien och Sri Lanka. IUCN kategoriserar den som livskraftig.

## Utseende och läte
Gulgrön bulbyl är en 20 cm lång, slank och färgglad bulbyl med tydligt mörkt öga och något nedåtböjd mörk näbb. Fjäderdräkten är gröngul ovan, under och kring ögat gul. Sången beskrivs som bestående av gladlynta och varierade visslingar som nästan flyter ihop.

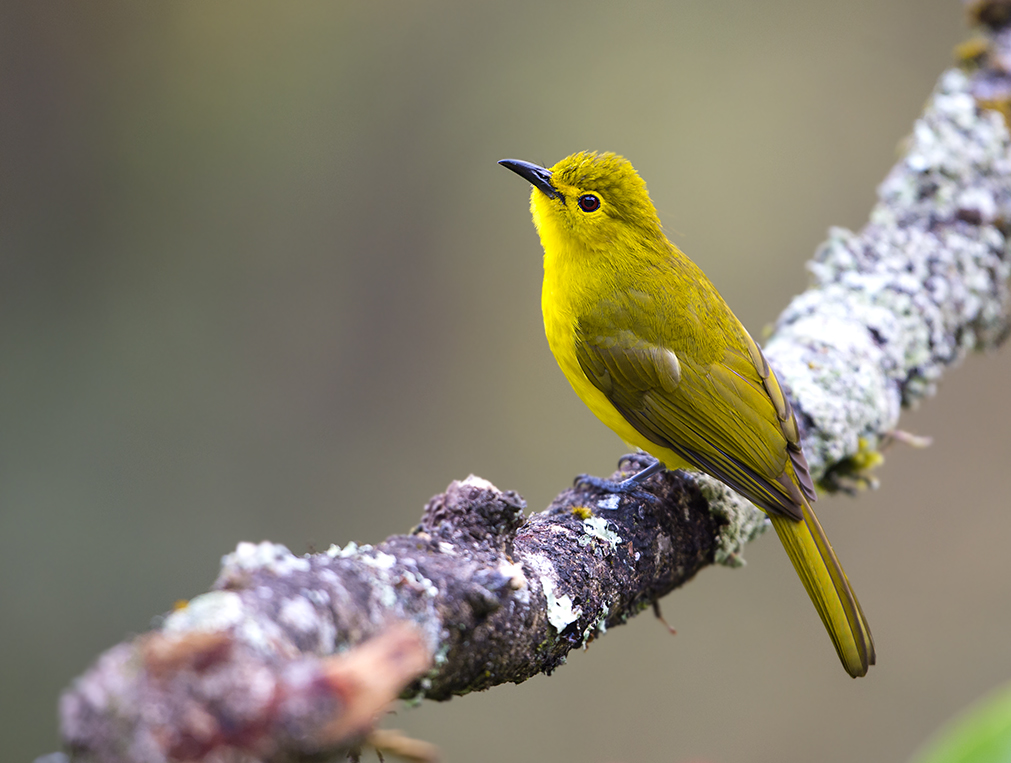

## Utbredning och systematik
Gulgrön bulbyl delas upp i tre underarter med följande utbredning:
- icterina – västra Indien (Västra Ghats från södra Maharashtra till Belgaum och Goa)
- indica – sydvästra Indien och Sri Lanka (utom i sydväst)
- guglielmi – sydvästra Sri Lanka

De skiljer sig dock åt endast marginellt i utseendet och kan vara baserade på åldersberoende karaktärer.

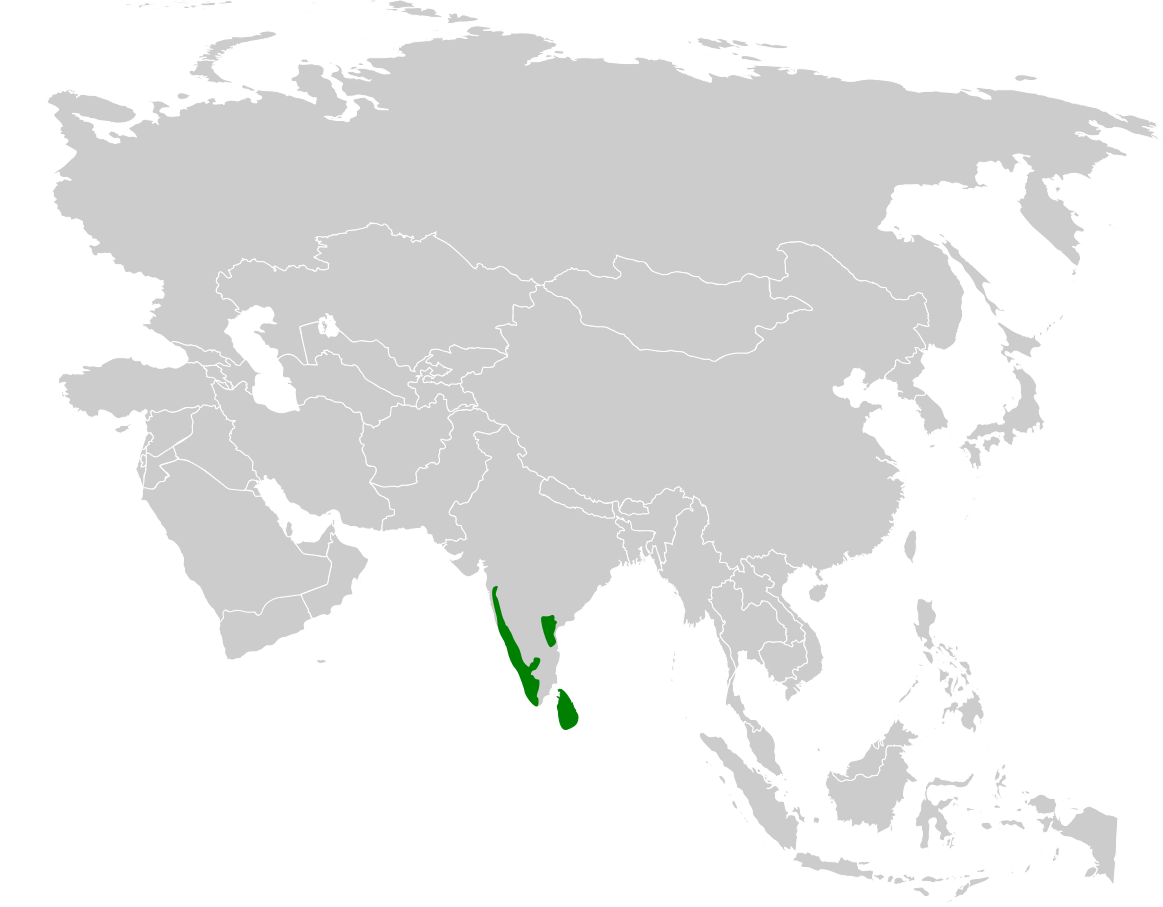
Utbredningsområdet för gulgrön bulbyl.

## Levnadssätt
Gulgrön bulbyl hittas i skog och ungskog. Den födosöker efter bär och ryggradslösa djur på lägre eller medelhöga nivåer, ofta i artblandade grupper. Fågeln är livlig och inte särskilt skygg. Boet placeras i en buske.

## Status och hot
Arten har ett stort utbredningsområde och en stor population med stabil utveckling och tros inte vara utsatt för något substantiellt hot. Utifrån dessa kriterier kategoriserar internationella naturvårdsunionen IUCN arten som livskraftig (LC). Världspopulationen har inte uppskattats men den beskrivs som vanlig eller mycket vanlig i Västra Ghats och Sri Lanka och mycket vanlig i Goa.